# جوناثان فارول
جوناثان فارول (بالإنجليزية: Jonathan Farwell)‏ مواليد 9 يناير 1932 في لانسنغ، الولايات المتحدة، هو ممثل أمريكي بدأ مسيرته الفنية سنة 1962.

## الأعمال
- ستار تريك: الجيل التالي
- أول ماي تشيلدرن
- ذا ينغ أند ذا رستلس

## روابط خارجية
- جوناثان فارول على موقع IMDb (الإنجليزية)
- جوناثان فارول على موقع أول موفي (الإنجليزية)
- جوناثان فارول على موقع قاعدة بيانات برودواي على الإنترنت (الإنجليزية)
- جوناثان فارول على موقع قاعدة بيانات الفيلم (الإنجليزية)